# Village ibérique de Turó de Castellruf
Le village ibérique de Turó de Castellruf est un site archéologique situé dans la commune de Santa Maria de Martorelles (comarque de Vallès Oriental), dans la province de Barcelone en Catalogne,.

## Description
Cet oppidum a été établi sur la colline du même nom et habité par la tribu ibère des Laietans entre les Ve et IIe siècle av. J.-C.. Il occupe une surface approximative de 0,5 ha, délimité par un mur d'enceinte de 1,15 m de largeur moyenne. Tous les éléments structurels sont en pierre qui reposent sur le substrat rocheux et en épousent les irrégularités. 
Malgré un incendie important, on peut encore voir des habitations partiellement creusées dans la roche, avec des sols en terre cuite et généralement une cheminée à l'intérieur. Plusieurs fragments de murs sont également conservés sur les côtés est et sud. L'ensemble du complexe est fortement muré, plus ou moins intentionnellement, afin de rendre difficile l'accès et la préservation des vestiges. Des deux côtés du chemin d'accès se trouvent les vestiges de 8 à 10 maisons alignées, d'un silo. 
Les vestiges du village sont visibles dans le parc de la Cordillera Litoral, où se trouve le Dolmen de Castellruf (es). Le Menhir de Castellruf (es) a été déplacé dans la ville de Santa Maria.

## Galerie

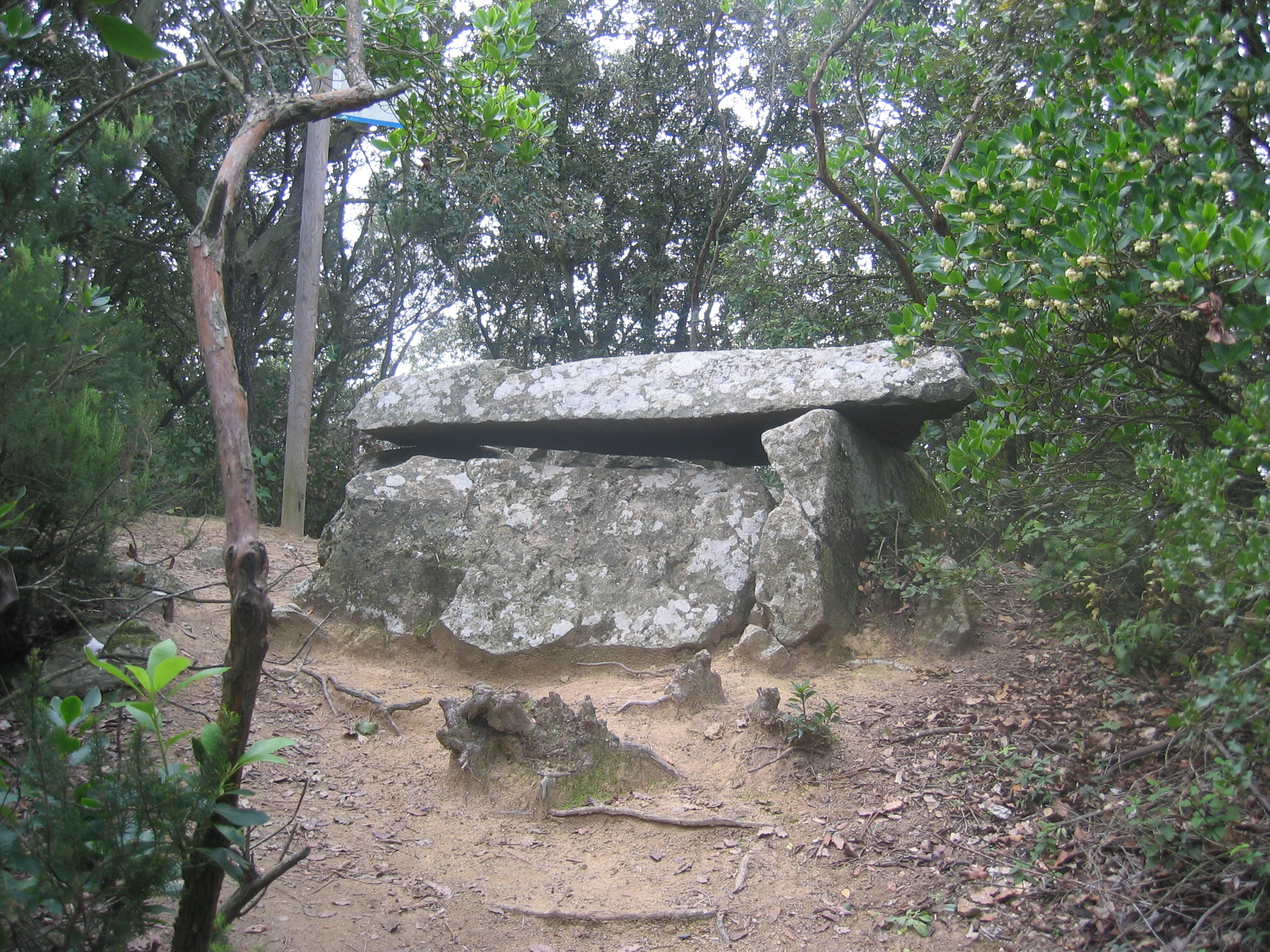
Dolmen de Castellruf.
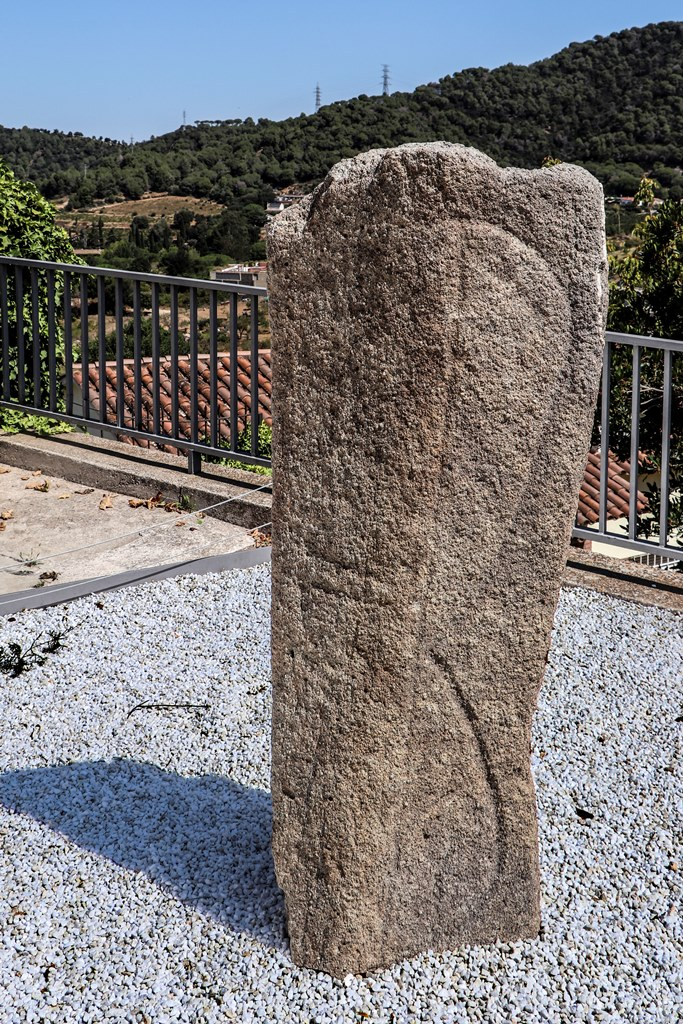
Menhier de Castellruf.